# Badjia (peuple)
Pour les articles homonymes, voir Badjia.
Les Badjia (ou Baadjia, Baadja) sont une population bantoue de l'Afrique Centrale vivant au centre du Cameroun, notamment dans le département de la Haute-Sanaga, la commune de Nanga-Eboko – dans des villages tels que Berkong, Bibassa, Biwong, Déa, Efoulane II ou Zengoaga –, ou celle de Minta – dans des localités comme Efoulan, Loum, Mebang, Mewone ou Vela. Ils font partie du grand groupe des Beti.
Cependant, selon l'Atlas des structures agraires au sud du Sahara, le vocable Badjia ne serait pas un nom tribal. Il désignerait un ensemble complexe formé par les Yekaba et les petits groupes qu'ils ont soumis. Baadjia serait un nom collectif, un terme auquel on peut attribuer différentes étymologies : du verbe Bag (« donner un supplément, ajouter »), associé au nom dzaal (village) ou djia (« un ») – ce qui pourrait signifier qu'il s'agissait alors de « rattacher les villages » ou d'« augmenter l'unité ».

## Langue
Ils parlent le badjia (ou bakjo), un dialecte de l'ewondo.